# Roggia Biraghetta
La Biraghetta è una breve roggia che scorre in provincia di Novara.
Il corso d'acqua si è sviluppato, da Vespolate sino ad oltre Borgolavezzaro, occupando l'antico alveolo di alcune risorgive. È un'antichissima derivazione della roggia Biraga, da cui traeva origine presso la Cascina Nuova di Pagliate.

## Percorso
Nasce presso il confine comunale di Granozzo con Monticello con Pagliate (comune di Novara); con andamento sinuoso tra i campi, riceve gli scoli e diversi affluenti che provengono dalla zona dei fontanili.
In particolare le zone a monte e subito a valle del ponte della Strada Statale Novara - Mortara, hanno un elevato interesse naturalistico: qui il torrente scorre infossato per alcuni metri, creando una zona paludosa che rimane tale per tutto l'anno.
Dopo aver attraversato Monticello, ed aver costeggiato la collinetta sulla quale si ergono i resti dell'antico castello, entra nella piana dell'Agogna. Riceve ancora svariati affluenti e arriva nel territorio di Vespolate, sottopassando il torrente Agogna tramite un sifone e giunge nel territorio di Borgolavezzaro; qui sfocia nell'Agogna a 22 km dalla sorgente e a una quota di 120 m.s.l.m.
Il percorso della Biraghetta può essere diviso in due parti ben distinte: 
- Nella prima, che va dalla sorgente sino al ponte di Monticello, il torrente scorre in un alveo infossato rispetto al territorio circostante, con un continuo afflusso di scoli e fontane;
- Nella seconda, che va da suddetto ponte sino alla confluenza in Agogna, il torrente scorre in un letto marcato e sono possibili piccole anse o zone golenali ; qui, ultimamente, numerosi lavori di rettifica hanno praticamente ridotto la naturale sinuosità.
 Per l'irrigazione, numerosi prelievi importanti diminuiscono abbondantemente la portata, anche se non va mai in secca poiché sono presenti molte sorgive che ne mantengono costante l'afflusso.

Lungo il percorso riceve le acque dai canali irrigui alimentati dal Cavo Taresio.

## Portata
La portata di concessione della roggia Biraghetta si aggira su 1 m³/s, con minime dell'ordine di 500 l/s; si può quindi supporre che la portata media del Neralo sia di oltre 750 l/s. Alla foce, in comune di Borgolavezzaro, apporta al torrente Agogna circa 1,4 m³/s annui.

## Qualità delle acque
La qualità delle acque del torrente risente dell'utilizzo di pesticidi nell'agricoltura, come gli altri corsi d'acqua della zona. Le acque del Neralo-Biraghetta sono quindi assai vulnerabili ai nitrati; l'indice SACA è comunque di grado sufficiente lungo tutto il corso del canale.